# Hilarographa ancilla
Hilarographa ancilla es una especie de polilla de la familia Tortricidae. Fue descrita por Razowski en 2009.
Envergadura 19 mm. Cabeza castaña con tonos naranja. No se conocen los machos.